# Borgo a Mozzano
Borgo a Mozzano là một đô thị và thị xã của Ý. Đô thị này thuộc tỉnh Lucca trong vùng Toscana. Borgo a Mozzano có diện tích km2, dân số theo ước tính năm 2005 của Viện thống kê quốc gia Ý là người. 
Các đơn vị dân cư:
Đô thị Borgo a Mozzano giáp với các đô thị: